# Arthur Kinnaird (11. lord Kinnaird)
Arthur Fitzgerald Kinnaird (ur. 16 lutego 1847, zm. 30 stycznia 1923 w Londynie) – brytyjski arystokrata, piłkarz i działacz sportowy, syn Arthura Kinnairda, 10. lorda Kinnaird i Mary Hoare, córki Williama Hoare’a.
W 1865 r. założył klub sportowy Old Etonians, w którym grali absolwenci prestiżowego Eton College. Razem z tym klubem dwukrotnie zdobył Puchar Anglii w piłce nożnej, w 1879 i 1882 r. Reprezentował również barwy klubu Wanderers. Z tym klubem trzykrotnie zdobywał Puchar Anglii, w latach 1873, 1877 i 1878. Pięciokrotnie zdobywał Puchar Anglii, co do 2010 roku było niepobitym rekordem (przebił go Ashley Cole). Startował również w trzech innych finałach (w 1875, 1876 i 1881 r.), za każdym razem reprezentując Old Etonians.
Podczas swojej kariery grał na każdej pozycji, od bramkarza do napastnika. Na pozycji bramkarza grał w finałowym meczu między Wanderers a Oxford University w 1877 r. Strzelił tam pierwszego odnotowanego gola samobójczego. Ten gol został zapisany zawodnikowi z Oksfordu i niektórzy podejrzewają (aczkolwiek nie ma na to żadnych dowodów), że piłkarz użył swojego wpływu na członków Związku Piłkarskiego (Football Association, FA), aby zatuszować niechlubny wyczyn.
W latach 1870-1871 Kinnaird pomógł zorganizować dwa nieoficjalne mecze reprezentacji Szkocji z reprezentacją Anglii. Sam wystąpił w jednym oficjalnym meczu reprezentacji - 8 marca 1873 r. przeciwko Anglii na Kennington Oval w Londynie. Mecz zakończył się wygraną Anglików 4:2. Był to drugi oficjalny mecz międzynarodowy w dziejach szkockiej reprezentacji.
Już w 1869 r., w wieku 22 lat, wszedł w skład zarządu FA. W 1877 r. został skarbnikiem Związku, a w 1890 r. jego prezesem, zastępując na tym stanowisku Francisa Marindina. Pozostawał na tym stanowisku przez 33 lata, aż do swojej śmierci w 1923 r., która nastąpiła kilka miesięcy przed otwarciem stadionu Wembley. Był kawalerem Orderu Ostu.
19 sierpnia 1875 r. poślubił Mary Almę Victorię Agnew (2 września 1854 - 19 stycznia 1923), córkę sir Andrew Agnewa of Lochnaw, 8. baroneta, i lady Mary Noel, córki 1. hrabiego Gainsborough. Arthur i Mary mieli razem pięciu synów i dwie córki:
- Catherine Mary Kinnaird (13 czerwca 1876 - 28 kwietnia 1886)
- kapitan Douglas Arthur Kinnaird (20 sierpnia 1879 - 24 października 1914, zginął podczas I wojny światowej
- Kenneth Fitzgerald Kinnaird (31 lipca 1880 - 1972), 12. lord Kinnaird
- Noel Andrew Kinnaird (4 września - 4 listopada 1883)
- Arthur Middleton Kinnaird (20 kwietnia 1885 - 27 listopada 1917), zginął podczas I wojny światowej
- Margaret Alma Kinnaird (27 stycznia 1892 - 17 kwietnia 1954)
- Patrick Kinnaird (4 grudnia 1898 - 31 marca 1948), ożenił się z Margaret Wright i Violet Sandford, nie miał dzieci